# Некрейдований папір
Некрейдований папір або чистоцеллюлозний папір — папір без покриття, виготовлений з натуральної деревини, за допомогою хімічної обробки целюлози, і видалення з її складу деревної маси. У подальшому, в процесі виробництва для підвищення білизни використовують штучні оптичні відбілювачі, а для підвищення гладкості - процес каландрування.
Некрейдований папір дозволяє отримати ідеально чітке повнокольорове зображення при друку будь-яким доступним способом, і на відміну від крейдованого паперу дозволяє наносити додаткові шари, наприклад вести персональні записи кульковою ручкою.

## Різновиди
- Некрейдований папір для цифрового друку
- Некрейдований папір для офсетного друку
- Газетний папір
- Некрейдований пухкий папір
- Дизайнерський картон

## Якості
- Передача кольору
- Тактильні відчуття
- Щільність
- Білизна
- Пухлість

## Застосування
- Офісна форматна папір
- Друк книг, журналів і каталогів
- Корпоративна та звітна документація
- Продукція для ведення записів
- Рекламна поліграфія